# Alfonso Laso Ayala
Alfonso Laso Ayala (Quito, Ecuador, 26 de febrero de 1965) es un periodista, narrador y presentador deportivo ecuatoriano. Es director de Radio La Red, de la cual es su narrador principal y director nacional de deportes Teleamazonas.
Considerado como uno de los mejores relatores de la época moderna. Es reconocido por su amplia trayectoria como narrador de los partidos de la Selección de Fútbol de Ecuador y de la Serie A de Ecuador.

## Trayectoria

### Breve carrera como futbolista
Tuvo un breve paso como futbolista, jugando para las divisiones inferiores de Sociedad Deportivo Quito en los años 80. Jugaba como defensa.

### Inicio en el periodismo deportivo
Comenzó su trayectoria como presentador del programa Ronda Deportiva en 1984, reemplazando a su padre (Alfonso Laso Bermeo) quien había sido contratado para narrar los Juegos Olímpicos de aquel año. Un año más tarde, relataría su primer partido oficial, en el cual se enfrentaron Técnico Universitario vs Esmeraldas Petrolero, partido correspondiente a la Serie A de Ecuador de 1985.

Por una casualidad. Le contrataron a mi papá para trabajar en los JJ.OO. del 84. Tenía problemas para encargar su programa de televisión, ‘Ronda Deportiva’, en el canal 8. No sé cuál de los dos fue más audaz: si yo cuando le dije “¿no quieres que yo me haga cargo” -no lo dije como periodista, sino como hijo que ve a su padre angustiado- o él, cuando dijo: “bueno, dale”.
Alfonso Laso Ayala - Entrevista de El Comercio (02-04-2021)

Después de especializarse como relator deportivo en Argentina; en 1997 fundó Radio La Red, junto a su padre, considerada como la primera especializada en deportes.
Fue el narrador oficial de los partidos de la Selección Ecuatoriana de Fútbol durante la Copa Mundial de 2006, Copa Mundial de 2014 y la más reciente Copa Mundial de 2022, además de las Eliminatorias de 2006, 2010, 2014, 2018 y 2022; siendo elogiado por sus relatos emocionantes. Entre uno de sus relatos más recordados, se encuentra la final de la Copa Libertadores 2008, en la cual Liga Deportiva Universitaria logró coronarse campeón.En el año 2020 ganó el premio La Voz Legendaria, en la décima edición de los premios Claro Bichito del Fútbol.Fue el narrador oficial de El Canal del Fútbol en los partidos de la Selección Ecuatoriana, hasta el año 2022.  
En la actualidad es el narrador principal de Radio la Red, además, es presentador de la sección deportiva de Teleamazonas en su emisión central.

## Estilo de narración
Laso ha sido descrito por muchos como uno de los mejores relatores deportivos de la década ya que mantiene un estilo contemporáneo, emotivo, con mucha efusividad y poco regionalista en sus relatos, ya que según mencionó Laso en una entrevista con La Posta, hace décadas atrás eran común ver una presencia marcada de regionalismo entre muchos periodistas deportivos de la región Costa y la región Sierra, lo que posteriormente se reflejaba en las columnas de diarios importantes.
Ante la creencia de que Laso es hincha de Liga Deportiva Universitaria por mostrar inclinación hacia el equipo albo al relatar sus partidos, él responde que no se considera hincha del conjunto albo, y a su vez manifiesta que la radio donde trabaja está inclinada hacia los equipos de la ciudad de Quito, debido al tipo de audiencia que poseen.

## Vida personal
Es hijo del narrador Alfonso Laso Bermeo, fallecido en el año 2018. Es hermano de la cantante y escritora Margarita Laso.

## Distinciones
| Distinción                                     | Año  |
| ---------------------------------------------- | ---- |
| Premio a la Voz Legendaria, otorgado por Claro | 2020 |